# Tussenhausen
Tussenhausen est une commune située dans l'Arrondissement d'Unterallgäu, dans le district de Souabe (Bavière).

## Géographie
Tussenhausen se trouve dans la région des fleuves Danube et Iller.

### Périmètre administratif
La commune comprend les trois villes de Tussenhausen, Mattsies et Zaisertshofen ainsi que Ziegelstadel.

## Histoire
La bourgade Tussenhausen appartint aux seigneuries de Angelberg puis de Schwabegg ; elle fut rattachée à la principauté de Bavière en 1680. Dès 1455, Tussenhausen possédait le droit de tenir marché et de nombreuses prérogatives. La commune actuelle fut créée en  1818 à la suite des réformes administratives.

### Population
La commune comptait 2091 habitants en 1970, 2360 en 1987 et 2874 en 2000.

## Politique
Le maire est Anton Fleck.
Le revenu fiscal de la commune en 1999 était d'environ 1,007 million d'euros. Les impôts sur les entreprises (nets) représentent environ 108 000 euros.

### Blason
Un âne noir couronné d'or à la langue de gueules sur fond d'argent issant d'une montagne de trois monts d'azur bordurée d'or chargée d'un angle de gueules. 

## Économie et infrastructures

### Industrie, agriculture, sylviculture
En 1998, les statistiques officielles dénombraient 178 entreprises. 
La plus connue d'entre elles est Grob Aerospace.

### Enseignement
- Jardin d'enfants à Tussenhausen et Zaisertshofen
- École (CP et CM)